# Soname Yangchen

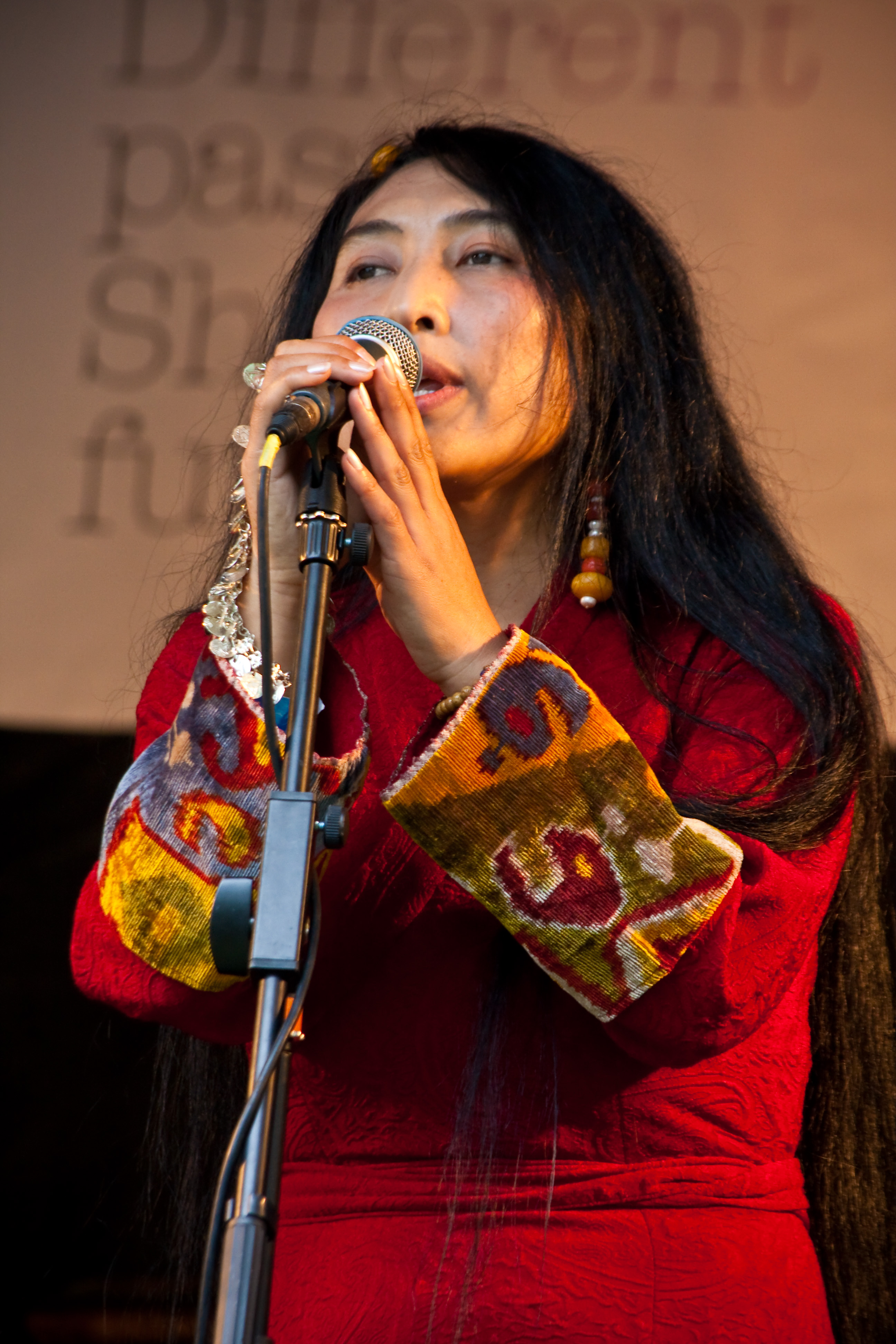
Soname Yangchen (2010)

Soname Yangchen (* 1973 im Yarlung-Tal, Kreis Nêdong, Autonomes Gebiet Tibet der Volksrepublik China) ist eine britische Sängerin tibetischer Abstammung.

## Biografie
Als Kind einer alten tibetischen Adelsfamilie wurde Soname 1973 im Yarlung-Tal im Regierungsbezirk Shannan geboren. Aufgrund der Politik der chinesischen Besatzungsmacht gegenüber der alten Führungselite wurde sie mit sechs Jahren von ihren Eltern getrennt und erlebte in der tibetischen Hauptstadt Lhasa eine Kindheit in Knechtschaft. Im Alter von 16 Jahren floh Soname mit einer Gruppe von Mönchen über den Himalaya nach Dharamsala, Indien, dem Regierungssitz des Dalai Lama. Sechs Jahre später reiste sie über Frankreich nach Großbritannien, wo sie seither lebt und wo ihre Karriere zufällig 1998 bei einem Hochzeitsfest begann, als sie spontan ein Hochzeitslied für die Brautleute sang und von einem Ex-Mitglied der Sex Pistols entdeckt wurde. Zu Beginn ihrer Karriere als Musikerin finanzierte sie ihre eigenen Konzerte mit dem Einkommen, das sie mit ihrer Arbeitstätigkeit als Reinigungskraft erzielte. Wenig später gab sie in Reykjavík mit den Sugarcubes, der Ex-Band von Björk, ein Konzert. 2003 feierte Soname ihr Konzertdebüt als Solistin im ausverkauften Royal Opera House in London. Ein Jahr später wurde der gläubigen Buddhistin die Ehre zuteil, für den Dalai Lama in der Usher Hall in Edinburgh singen zu dürfen.
Nachdem sie in ihrer Wahlheimat Großbritannien ihr Publikum mit zahlreichen Konzerten und Festivalauftritten quasi im Sturm für sich eingenommen hatte, erschien 2005 in Deutschland ihre Bestseller-Autobiografie Wolkenkind (Auflage 100.000; Top 20 der Spiegel-Bestsellerliste) und machte sie auch im deutschsprachigen Raum schlagartig bekannt. 2006 wurde ihr CD-Debüt Unforgettable Land veröffentlicht, 2009 folgte mit Plateau das  Nachfolgealbum. Konzerttourneen führten sie nach Australien, Deutschland, Großbritannien, Frankreich, Italien, Island, Portugal, Schweiz, Spanien, Venezuela. Zudem war sie Gast bei der „Cinema für Peace-Gala“ in Berlin, wo sie an der Seite von Stars wie Richard Gere, Bob Geldof und Bille August auftrat.
Heute lebt Soname Yangchen als Künstlerin in London. Ihre dritte CD Natural Mind, auf welcher alle Songs von ihr selbst komponiert und mit internationalen Musikern eingespielt sind, erscheint beim Münchner Label ENJA RECORDS.